# Dulaglutida
Dulaglutida es un medicamento que se emplea en el tratamiento de la diabetes mellitus. Es un análogo de las incretinas, por lo que actúa de la misma forma que las incretinas naturales que son liberadas por las células del intestino en respuesta a la ingesta de alimentos. Pertenece al grupo farmacológico de los análogos del péptido similar al glucagón tipo 1 (análogos de GLP-1), compartiendo muchas características con otros fármacos de este grupo, como la liraglutida. Estimula la liberación de insulina por el páncreas y disminuye los niveles de glucosa en sangre, favoreciendo también la pérdida de peso. Puede administrarse como monoterapia o asociado a otros fármacos como insulina y metformina. Se presenta en forma solución inyectable que se administra por vía subcutánea mediante plumas precargadas, la dosis habitual es 0.75 mg una vez a la semana. Lo fabricá la empresa Eli Lilly and Company que lo vende con el nombre comercial de Trulicity®.

## Efectos secundarios
Los efectos secundarios que se observan con más frecuencia son alteraciones gastrointestinales, entre ellas dispepsia, disminución del apetito, náuseas, vómitos, dolor abdominal y diarrea. Se han descrito algunos casos de efectos secundarios graves, entre ellos pancreatitis aguda y dolor abdominal intenso.